# Bulbophyllum sarcophylloides
Bulbophyllum sarcophylloides là một loài phong lan thuộc chi Bulbophyllum.